# Woda wawrzynowiśniowa
Artykuł ten został zgłoszony do umieszczenia na stronie głównej w rubryce „Czy wiesz”.
Pomóż nam go sprawdzić: oceń zgłoszoną nominację.

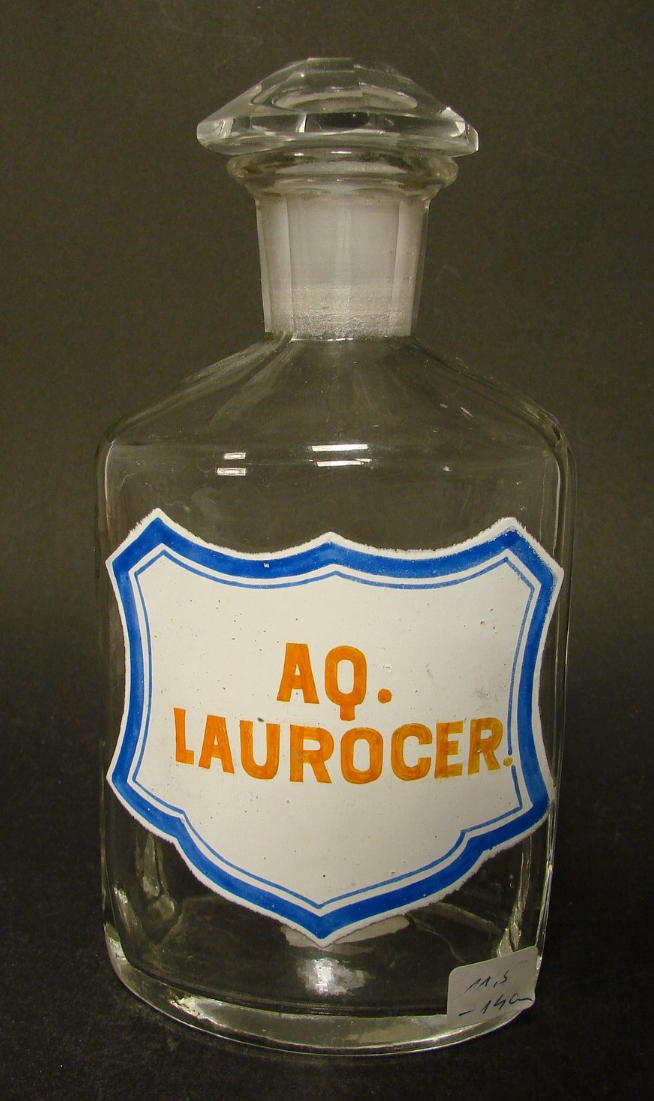
Butelka apteczna na wodę laurowiśniową z początku XX wieku

Woda wawrzynowiśniowa (synonimy woda laurowiśniowa lub woda laurowa) w języku łacińskim Aqua laurocerasi – bezbarwna lub lekko żółta ciecz o charakterystycznym zapachu gorzkich migdałów otrzymywana przez destylację liści krzewu laurowiśni wschodniej, zawierająca 0,1% cyjanowodoru; dawniej używana w leczeniu astmy, kaszlu i dyspepsji oraz jako środek aromatyzujący.

## Lecznictwo
W celach leczniczych stosowano wodę laurową zawierającą 0,1% roztwór wodny cyjanowodoru jako środek pobudzający ośrodek oddechowy, który dodatkowo działał także antyseptycznie, przeciwkaszlowo i przeciwskurczowo. Wodę laurowiśniową podawano doustnie w dawkach jednorazowych do 2 gramów. Dawka dzienna wynosiła do 6 gramów. Woda wawrzynowiśnowa wymagała precyzyjnego dawkowania, aby nie została przekroczona dawka toksyczna cyjanowodoru. Zatrucie prowadziło do utraty przytomności. Dochodziło do porażenia ośrodka oddechowego, czynności serca i uduszenia organizmu na poziomie komórkowym ze względu na uniemożliwienie wykorzystania tlenu przez komórki. W zależności od stężenia zgon był szybki lub następował po upływie kilku lub kilkunastu minut.  
W podobnych celach w lecznictwie była również stosowana woda migdałowa (łac. Aqua Amygdalarum amararum).
W medycynie ludowej alternatywą dla wody wawrzynowiśniowej i migdałowej były napary i odwary z czeremchy lub tarniny. Surowce zielarskie zawierające związki cyjanogenne wykorzystywano tradycyjnie do pobudzania ośrodków wegetatywnych i ośrodków rdzenia kręgowego, przede wszystkim w celu przyspieszenia wentylacji płuc.
Obecnie woda laurowiśniowa nie jest już stosowana w lecznictwie. Ze względu m.in. na silne trujące właściwości, działanie wyłącznie paliatywne, a nie kurujące w przypadku kaszlu i bólu żołądka, oraz pojawienie się w drugiej połowie XIX wieku nowych leków o działaniu sedacyjnym  tj. np. chloral i bromki, zrezygnowano ze stosowania cyjanowodoru jako leku. W Ameryce cyjanowodór nie został uwzględniony w farmakopei już w 1925 roku, we Francji w 1937 roku, a w  Wielkiej Brytanii w 1948 roku.

## Otrzymywanie
Wodę laurowiśniową otrzymywano ze świeżych (całych, rozdrobnionych lub rozdrobnionych i zmiażdżonych) liści wawrzynowiśni  (łac. Folium Laurocerasi) zebranych od maja do września i ewentualnie uprzednio namoczonych w wodzie, poddanych procesowi destylacji wodnej, używając do tego celu retorty.
Glikozydy cyjanogenne (nitrylozydy) zawarte w liściach podczas hydrolitycznego rozpadu uwalniały cyjanowodór (kwas pruski lub kwas cyjanowodorowy), który przechodził do roztworu.
Proporcje, według farmakopei brytyjskiej, wynosiły: 320 gramów świeżych liści i 1 litr wody, z których należało otrzymać 400 mililitrów destylatu. Po wytrząśnięciu i ewentualnym przefiltrowaniu należało oznaczyć moc otrzymanego destylatu (cyjanowodór występował w nim w zmiennych ilościach) i ewentualnie dodać do niego kwasu cyjanowodorowego lub rozcieńczyć go wodą destylowaną, aby stężenie wynosiło 0,1% czyli 100 mg cyjanowodoru/100 g. Zawartość cyjanowodoru oznaczało się metodą  miareczkowania przy użyciu azotanu srebra w środowisku alkalicznym ługu potasowego.
Otrzymany olejek eteryczny w zależności od przepisu dodawano w całości, w części lub nie dodawano go do destylatu.
Ze względu na zmienną zawartość cyjanowodoru w wodzie laurowiśniowej opracowano recepturę produktu zastępczego, którego składnikami były: rozcieńczony kwas cyjanowodorowy, olejek eteryczny z gorzkich migdałów, alkohol i woda.

## Przechowywanie
Woda laurowiśniowa była przechowywana w małych flaszeczkach z ciemnego szkła, szczelnie zamykanych korkiem w ciemnym i chłodnym miejscu, bez większej utraty głównego składnika działającego, czyli kwasu cyjanowodorowego, w ciągu roku czy półtora. 
Czynniki takie jak: narażenie na światło, nieszczelne zamknięcie, flakony z białego szkła lub duże i niepełne oraz częste otwieranie, sprzyjały ulatnianiu się cyjanowodoru z wody laurowej, osłabiając działanie terapeutyczne.